# Stonewall (Oklahoma)
Stonewall es un pueblo ubicado en el condado de Pontotoc en el estado estadounidense de Oklahoma. En el año 2010 tenía una población de 470 habitantes y una densidad poblacional de 587,5 personas por km².

## Geografía
Stonewall se encuentra ubicado en las coordenadas 34°39′4″N 96°31′36″O / 34.65111, -96.52667 (34.651099, -96.526655).

## Demografía
Según la Oficina del Censo en 2000 los ingresos medios por hogar en la localidad eran de $19,135 y los ingresos medios por familia eran $22,813. Los hombres tenían unos ingresos medios de $20,500 frente a los $14,792 para las mujeres. La renta per cápita para la localidad era de $9,741. Alrededor del 25.9% de la población estaban por debajo del umbral de pobreza.